# Harold Gramatges
Harold Gramatges (ur. 26 września 1918 w Santiago de Cuba, zm. 16 grudnia 2008 w Hawanie) – kubański kompozytor.

## Życiorys
Studiował w Hawanie u Amadeo Roldána i José Ardévola. W 1942 roku uczestniczył w letnim kursie w Berkshire Music Center w Tanglewood u Aarona Coplanda (kompozycja) i Siergieja Kusewickiego (dyrygentura). Był aktywnym propagatorem muzyki współczesnej, działał w Grupo de Renovación Musical. Wykładał estetykę i historię muzyki w konserwatorium w Hawanie, w latach 1951–1961 wydawał czasopismo „Nuestro tiempo”. Od 1961 do 1964 roku pełnił funkcję ambasadora Kuby we Francji. W latach 1965–1970 kierował działem muzycznym wydawnictwa Casa de las Américas w Hawanie. Był członkiem sekcji muzycznej Consejo Nacional de Cultura oraz wydziału kompozycji Instituto Superior de Arte.

## Twórczość
Wypracował własny, indywidualny styl, wyróżniający się na tle twórczości innych kompozytorów latynoamerykańskich odrzuceniem zarówno powielania motywów zaczerpniętych z muzyki europejskiej i anglosaskiej, jak też i rdzennych motywów afro-kubańskich. Jego muzyka cechuje się prostotą środków, oszczędną fakturą i emocjonalną powściągliwością.

## Wybrane kompozycje
(na podstawie materiałów źródłowych)

### Utwory orkiestrowe
- Symfonia (1945)
- Dos danzas cubanas (1950)
- Sinfonietta (1955)
- In memoriam (homenaje a Frank País) (1961)
- Para la dama duende na gitarę i orkiestrę (1973)

### Utwory kameralne
- Duo na flet i fortepian (1943)
- Trio na klarnet, wiolonczelę i fortepian (1944)
- Concertino na fortepian i instrumenty dęte (1945)
- Kwintet na flet, klarnet, fagot, altówkę i kontrabas (1950)
- Sonatina hispánica na klawesyn (1957)
- Kwintet na flet, obój, klarnet, fagot i trąbkę (1957)
- Móvil na flet, trąbkę, harfę, wibrafon, ksylofon, perkusję i fortepian (1969)
- Música na gitarę (1971)
- Diseños na instrumenty dęte i perkusję (1976)

### Utwory na chór mieszany
- Soneto (1940)
- Canción (1940)

### Utwory wokalno-instrumentalne
- La muerte del guerillero na recytatora i orkiestrę (1969)
- Oda martiana na baryton i orkiestrę (1980)

### Balety
- Icaro (1943)
- Mensaje al futuro (1944)